# Nhựa podophyllum
Nhựa podophyllum, hay còn được biết đến với tên gọi podophyllum hoặc podophyllin, là một loại nhựa được lấy từ rễ của cây củ cải Mỹ. Đây là một loại thuốc để điều trị mụn cóc sinh dục và mụn cóc plantar, bao gồm cả ở những người nhiễm HIV/AIDS. .  Thuốc không được khuyến cáo sử dụng trong nhiễm HPV mà không có mụn cóc bên ngoài. Việc sử dụng thuốc được khuyến kích nền được thực hiện bởi một nhà cung cấp chăm sóc sức khỏe chăm sóc da.
Các tác dụng phụ thường gặp có thể kể đến như mẩn đỏ, ngứa và đau ở vị trí sử dụng. Tác dụng phụ nghiêm trọng có thể có như nôn mửa, đau bụng, lú lẫn, ức chế tủy xương và tiêu chảy. Chúng không được khuyến khích cho nhiều hơn một khu vực nhỏ tại một thời điểm. Sử dụng trong khi mang thai được biết là gây nguy hiểm cho em bé. Thuốc hoạt động chủ yếu thông qua podophyllotoxin để ngăn chặn quá trình phân chia tế bào.
Nhựa podophyllin đã được sử dụng để điều trị mụn cóc từ ít nhất 1820. Nó nằm trong danh sách các thuốc thiết yếu của Tổ chức Y tế Thế giới, tức là nhóm các loại thuốc hiệu quả và an toàn nhất cần thiết trong một hệ thống y tế. Tại Hoa Kỳ một đợt điều trị có giá khoảng từ 50 đến 100 USD. Một công thức được gọi là podophyllotoxin với ít tác dụng phụ cũng có sẵn.